# Opera Nazionale Dopolavoro Isotta Fraschini 1937-1938
Questa voce raccoglie le informazioni riguardanti l'Opera Nazionale Dopolavoro Isotta Fraschini nelle competizioni ufficiali della stagione 1937-1938.

## Rosa
| N. |                   | Ruolo | Calciatore          |
| -- | ----------------- | ----- | ------------------- |
|    | Italia (bandiera) | D     | Angelo Bocchi       |
|    | Italia (bandiera) |       | Vincenzo Bonora     |
|    | Italia (bandiera) |       | Fausto Gorla        |
|    | Italia (bandiera) | C     | Vittorio Grilli     |
|    | Italia (bandiera) |       | Aronne Mantegazza   |
|    | Italia (bandiera) | D     | Gaetano Pasinelli   |
|    | Italia (bandiera) |       | Oreste Rabelli      |
|    | Italia (bandiera) | A     | Nereo Sablich       |
|    | Italia (bandiera) | A     | Alessandro Sardi II |

| N. |                   | Ruolo | Calciatore       |
| -- | ----------------- | ----- | ---------------- |
|    | Italia (bandiera) | C     | Emilio Sardi I   |
|    | Italia (bandiera) | A     | Argo Scolari     |
|    | Italia (bandiera) | A     | Walter Soldi     |
|    | Italia (bandiera) | C     | Angelo Sozzi     |
|    | Italia (bandiera) | P     | Cesare Valassina |
|    | Italia (bandiera) | C     | Riccardo Vercesi |
|    | Italia (bandiera) | D     | Mario Vergani    |
|    | Italia (bandiera) |       | Umberto Zenone   |